# Abha Dawesar
Abha Dawesar (* 1. Januar 1974 in Neu-Delhi) ist eine indische Autorin.

## Leben
Nach ihrer Schulausbildung studierte Dawesar an der Harvard University. Sie lebt in New York City.
Seit 2000 schreibt sie in englischer Sprache. So veröffentlichte Dawesar 2000 ihren ersten Roman Miniplanner, der bei Penguin Books unter dem Titel The Three of Us veröffentlicht wurde. 2005 veröffentlichte Dawesar ihr zweites Buch mit dem Titel Babyji. Hierfür erhielt sie 2006 den Stonewall Book Award und den Lambda Literary Award. 2006 erschien ihr dritter Roman mit dem Titel That Summer in Paris.

## Werke
- Miniplanner, Penguin Books, 2000
- Babyii, 2005 (Stonewall Book Award), (Lambda Literary Award)
- That Summer in Paris, 2006